# Starowiriwka (rejon kupiański)
Starowiriwka (ukr. Старовірівка) – wieś na Ukrainie, w obwodzie charkowskim, w rejonie kupiańskim. 
W 2001 liczyła 1316 mieszkańców, spośród których 1242 posługiwało się językiem ukraińskim, 65 rosyjskim, 2 mołdawskim, 1 białoruskim, a 6 innym.
W 2024 liczyła 573 mieszkańców.